# 2008-as magyar birkózóbajnokság
A 2008-as magyar birkózóbajnokság a százegyedik magyar bajnokság volt. A férfi kötöttfogású bajnokságot március 15-én rendezték meg Kecskeméten, a férfi szabadfogású bajnokságot február 24-én Kazincbarcikán, a női szabadfogású bajnokságot pedig április 26. és 27. között Kiskunfélegyházán.

## Eredmények

### Férfi kötöttfogás
| Versenyszám | Arany                               | Arany | Ezüst                                               | Ezüst | Bronz                                                    | Bronz |
| ----------- | ----------------------------------- | ----- | --------------------------------------------------- | ----- | -------------------------------------------------------- | ----- |
| 55 kg       | Módos Péter BVSC-Tát-Szigetvári BSE |       | Molnár Gábor Kecskeméti TE                          |       | Majer Roland Kecskeméti TEAntal Dávid Orosházi Spartacus |       |
| 60 kg       | Komáromi Ede Egri Vasas             |       | Jäger Krisztián BVSC-Tát                            |       | Mischinger György Egri VasasKozák István Ceglédi VSE     |       |
| 66 kg       | Korpási Bálint BVSC-Tát             |       | Kliment László Ferencvárosi TC                      |       | Zelei István Kecskeméti TESzabó Martin Sziget SC         |       |
| 74 kg       | Horváth András Kecskeméti TE        |       | Lakatos Zoltán Egri Vasas-Ferencvárosi TC           |       | Módos Csaba Szigetvári BSEKun Renátó Ferencvárosi TC     |       |
| 84 kg       | Dajka Zsolt Kecskeméti TE           |       | Dajka Richárd Kecskeméti TE                         |       | Puksa Ferenc Dorogi ESEPápa Péter BVSC-Tát               |       |
| 96 kg       | Kiss Balázs BVSC-Tát                |       | Kálmán Péter Testnevelési Főiskola SE-Kaposvári NSE |       | Virág Lajos Vasas SC-Egri VasasMajoros Ármin Egri Vasas  |       |
| 120 kg      | Deák Bárdos Mihály Vasas SC         |       | Dömötör László Kecskeméti TE                        |       | Nunajev Juszup Váci Forma SEFarkas Zoltán Kőhegy TC      |       |

### Férfi szabadfogás
| Versenyszám | Arany                                | Arany | Ezüst                                          | Ezüst | Bronz                                                                                      | Bronz |
| ----------- | ------------------------------------ | ----- | ---------------------------------------------- | ----- | ------------------------------------------------------------------------------------------ | ----- |
| 55 kg       | Szabó Czibolya Gábor Szegedi VSE     |       | Horváth Gábor Kecskeméti TE                    |       | Majer Roland Kecskeméti TESimó László Kazincbarcikai VSE                                   |       |
| 60 kg       | Kovács István Kazincbarcikai VSE     |       | Sükösd Attila Kazincbarcikai VSE               |       | Molnár Gábor Kecskeméti TESárközi Richárd Vasi Volán SE                                    |       |
| 66 kg       | Wöller Ákos Vasi Volán SE-Csepeli BC |       | Farkas Gábor Vasas SC-Testnevelési Főiskola SE |       | Lengvári Teofil Abonyi BCWöller Gergő Vasas SC-Testnevelési Főiskola SE                    |       |
| 74 kg       | Hatos Gábor Haladás VSE              |       | Hittér Dénes Vasi Volán SE                     |       | Zelei István Kecskeméti TESzabó Norbert Csepeli BC                                         |       |
| 84 kg       | Veréb István Haladás VSE             |       | Kiss Tamás Orosházi Spartacus                  |       | Rögler Gábor Diósgyőri BC-Testnevelési Főiskola SESzabó Mihály Orosházi Spartacus-Vasas SC |       |
| 96 kg       | Ritter Árpád Csepeli BC              |       | Dajka Richárd Kecskeméti TE                    |       | Majoros Ármin Egri VasasLigeti Dániel Haladás VSE                                          |       |
| 120 kg      | Aubéli Ottó Váci Forma SE            |       | Balogh Zsolt Sziget SC                         |       | Kosik Tamás Diósgyőri BCDömötör László Kecskeméti TE                                       |       |

### Női szabadfogás
| Versenyszám | Arany                                    | Arany | Ezüst                                   | Ezüst | Bronz                                              | Bronz |
| ----------- | ---------------------------------------- | ----- | --------------------------------------- | ----- | -------------------------------------------------- | ----- |
| 48 kg       | Köteles Alexandra Törökszentmiklósi BDSE |       | Mihálovics Ivett Miklóssy SE            |       | Nagy Cintia Diósgyőri BC                           |       |
| 51 kg       | Sárközi Viktória Ceglédi VSE             |       | Szanyi Mónika Egri VSE                  |       | Csík Annamária Tatabányai SC                       |       |
| 55 kg       | Barka Emese Vasas SC                     |       | Váradi Szabina Ceglédi VSE              |       | Lenkó Réka Dunaharaszti MTK                        |       |
| 59 kg       | Godó Kitti Ferencvárosi TC               |       | Palotai Katalin Ceglédi VSE             |       | Fábián Katalin Kőbánya SC-Testnevelési Főiskola SE |       |
| 63 kg       | Sastin Marianna Csepeli BC               |       | Sleisz Gabriella Mogyoródi KSK-Vasas SC |       | Kovács Zsófia Debreceni Petőfi DSE                 |       |
| 67 kg       | Szerencse Mónika Dabasi VSE              |       | Balázs Brigitta Kaposvári NSE           |       | Lenkó Petra Dunaharaszti MTK                       |       |
| 72 kg       | Soós Rita Csepeli BC                     |       | Mihály Krisztina Kaposvári NSE          |       | Csánó Zsófia Tatabányai SC                         |       |